# Teaser (pubblicità)
Il teaser (dall'inglese to tease, stuzzicare) è di solito una campagna pubblicitaria preliminare, di forte impatto, che cerca di suscitare nel pubblico la maggior curiosità possibile, a volte senza rivelare il nome e/o la marca del prodotto pubblicizzato.
Necessita di una seconda campagna (follow-up), in cui si svela il mistero e si pubblicizza esplicitamente il prodotto, perciò è una tecnica usata con grandi budget, solitamente per il lancio di un nuovo prodotto.
Vengono chiamate teaser anche delle frasi stuzzicanti e non esplicite stampate sulla busta di mailing, il cui scopo è quello di incuriosire il destinatario perché apra la busta ed esamini il contenuto, invece di cestinarla chiusa.